# Nyangunga
Nyangunga är ett vattendrag i Burundi.   Det ligger i provinsen Rutana, i den centrala delen av landet, 100 km öster om huvudstaden Bujumbura.
Omgivningarna runt Nyangunga är huvudsakligen savann. Runt Nyangunga är det ganska tätbefolkat, med 100 invånare per kvadratkilometer.